# Lidl von Mayenburg

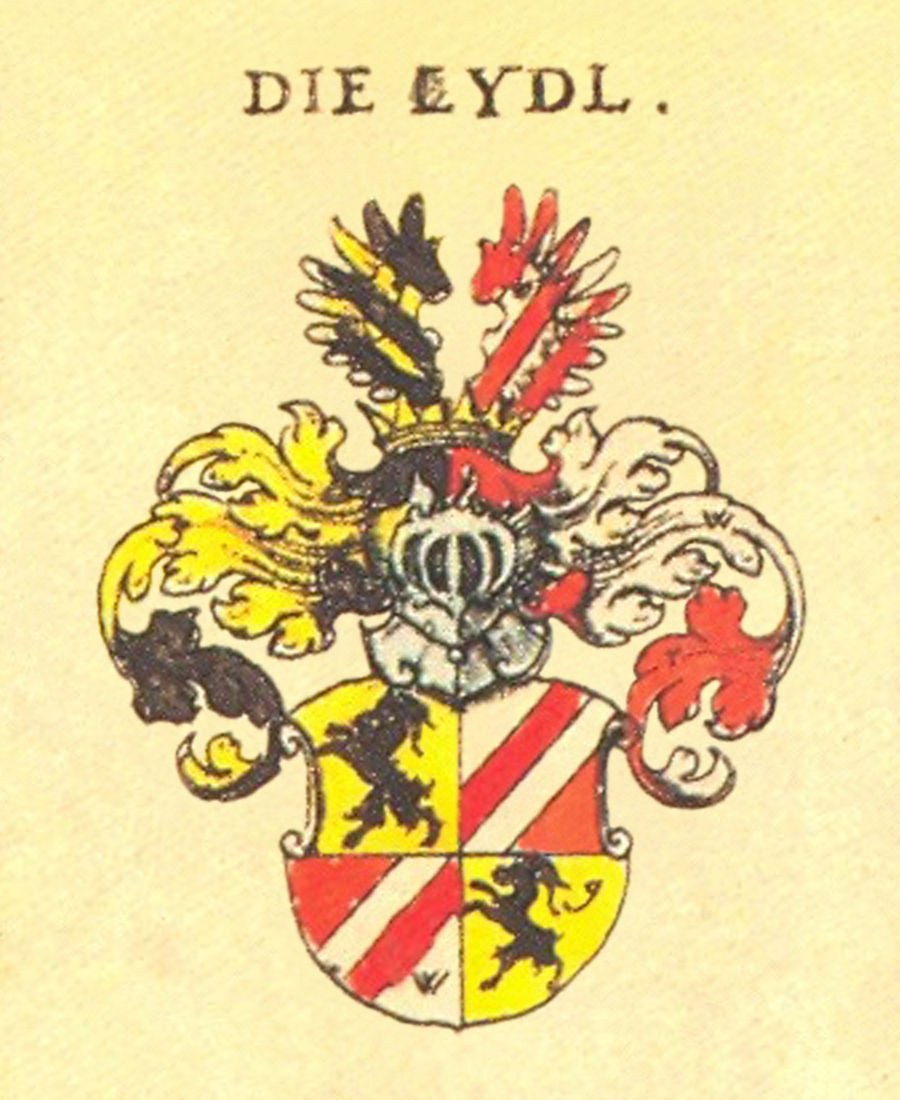
Familienwappen nach Siebmacher

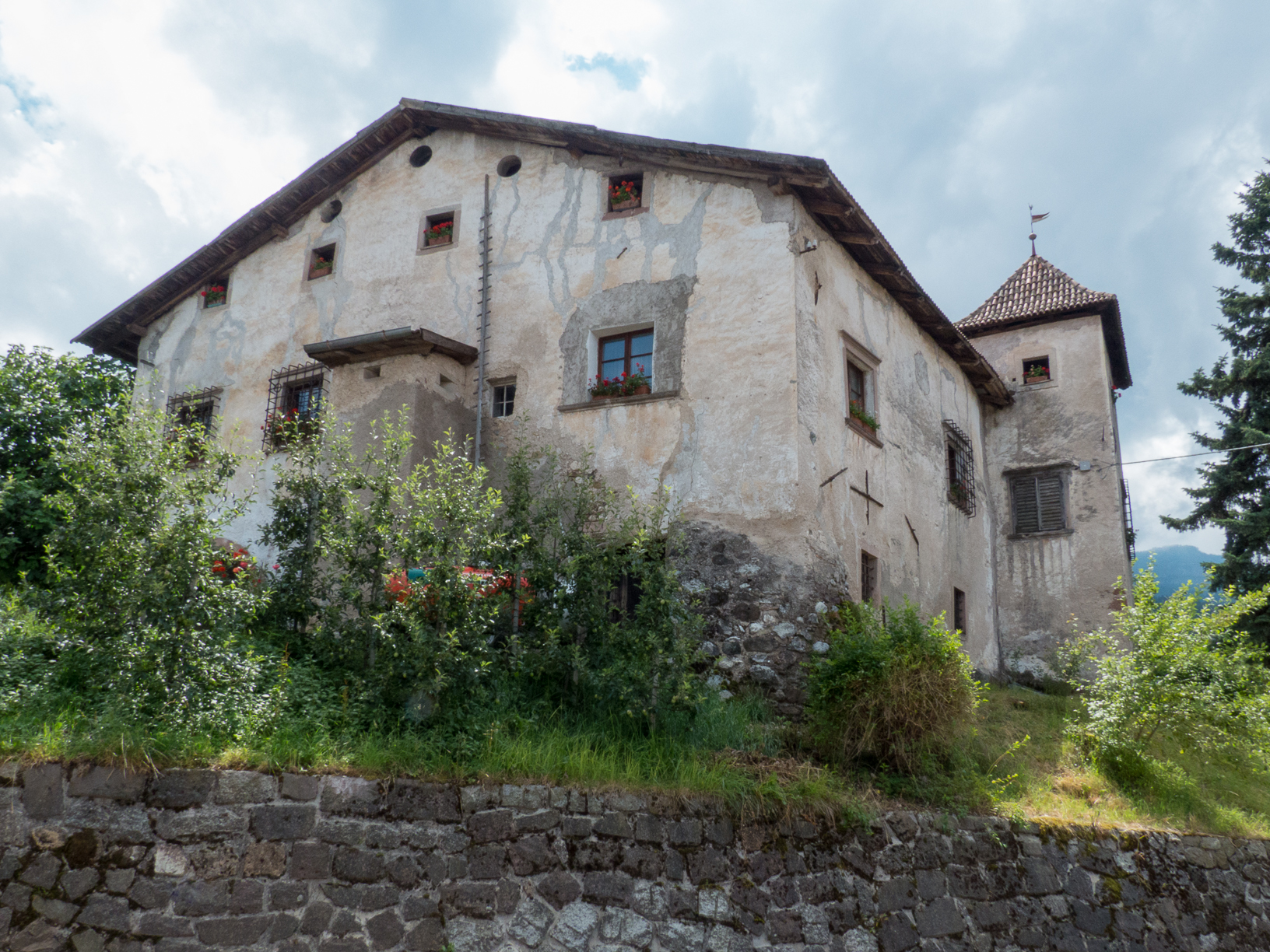
Ansitz Lidl

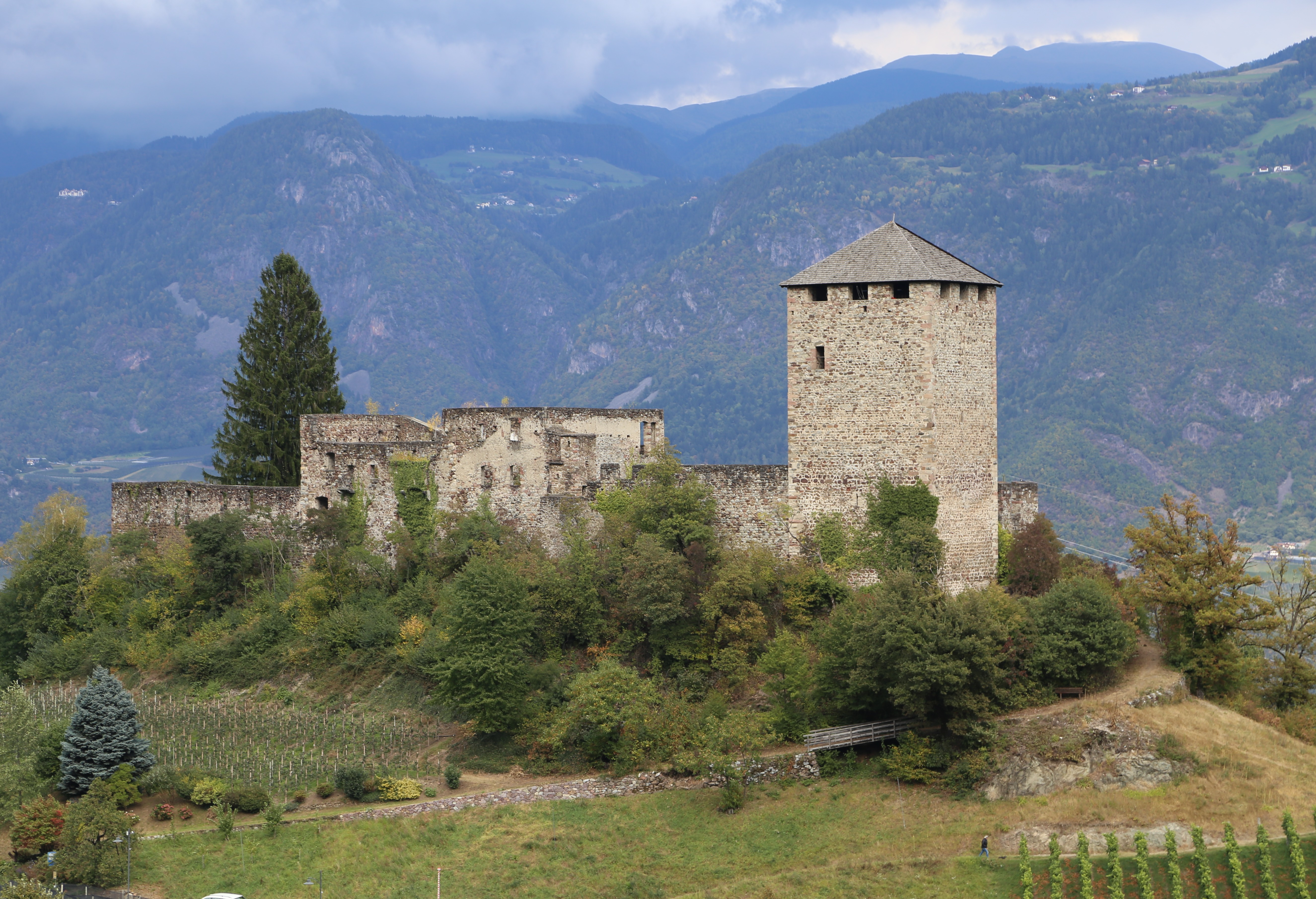
Mayenburg

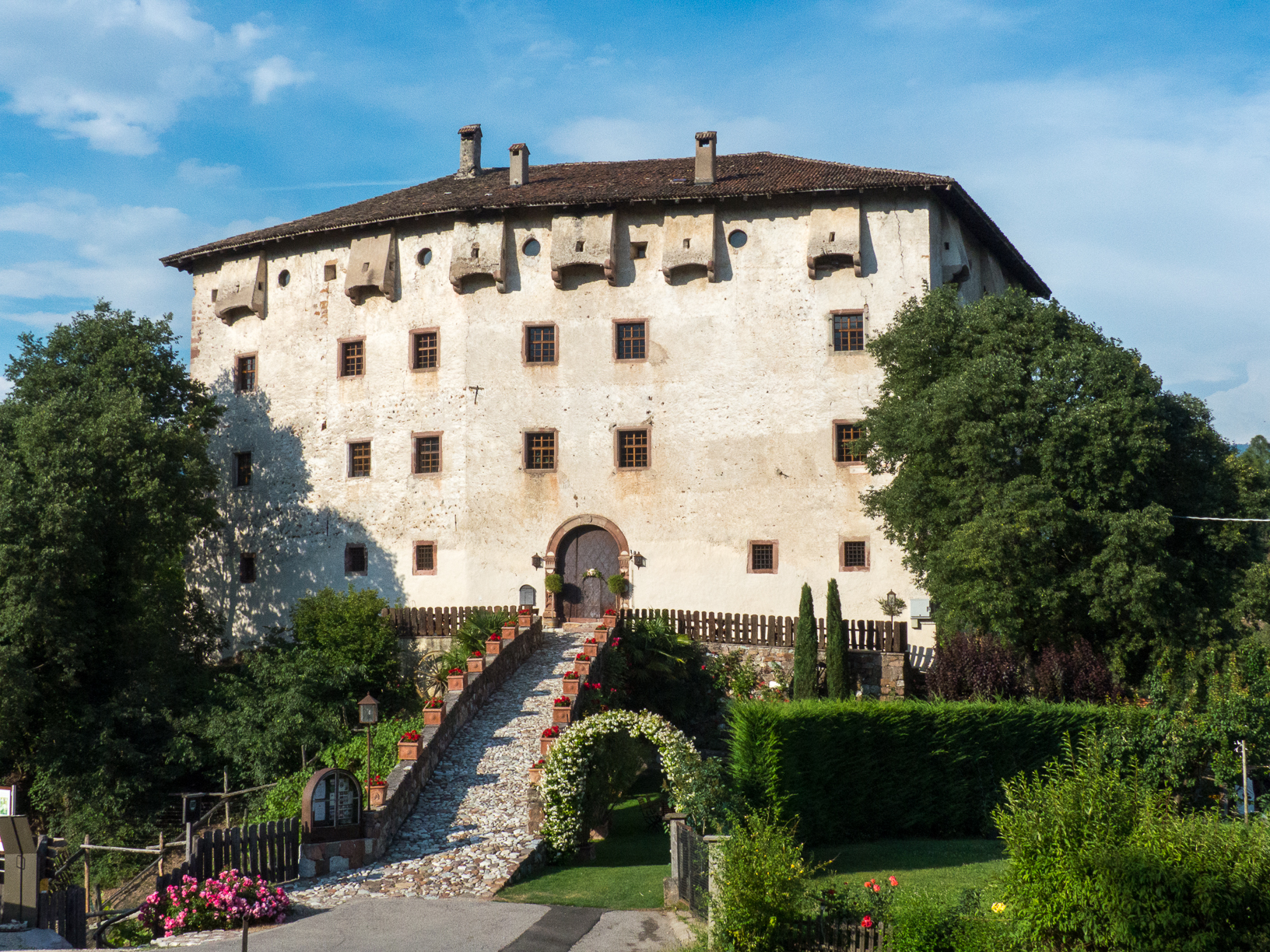
Katzenzungen

Die Lidl Edle von Mayenburg waren ein briefadeliges Geschlecht aus dem südlichen Tirol.

## Geschichte
Das Geschlecht stammte ursprünglich aus Schongau im Herzogtum Bayern. Für geleistete Kriegsverdienste verlieh Kaiser Maximilian I. Hans Lidl einen Wappenbrief. Am 5. Februar 1549 erhob Kaiser Karl V. in Brüssel den Hauptmann Georg Lidl und seinen Neffen oder Vetter Jakob Philipp Lidl in den Reichsadelsstand mit entsprechenden Privilegien und Rotwachsfreiheit. Unter Erzherzog Ferdinand II. erfolgte eine Wappenmehrung. 1586 erwarb Christoph Jakob Lidl das landesfürstliche Gericht und Schloss Stein unter Lebenberg, sowie 1592 das landesfürstliche Gericht und Feste Mayenburg mit Tisens als Lehen. Christoph Jakob Lidl fungierte als Hauptmann von Ambras, als Oberverwalter von Hörtenberg, Rottenburg, Rotholz, als Feld- und Hauszeugmeister und schwäbischer Landvogt. Sein Bruder Hans Urban Lidl, Herr zu Mayenburg war markgräflich-burgauischer Geheimrat, Obersthofmeister, Kämmerer, schwäbischer Landvogt und Hauptmann von Ambras. 1619 wurde die Familie in die Tiroler Adelsmatrikel eingetragen. Die Tochter von Jakob Philipp, Susanna Christina diente als Obersthofmeisterin der Töchter des Erzherzogs Ferdinand II. von Tirol. Jene kaufte 1594 ein Anwesen in Innsbruck. 1648 verkauften Franz und Karl Ferdinand Lidl die Mayenburg für 17.000 Gulden an den Landeshauptmann und Burggrafen Veit Benno Graf von Brandis. Auf Befehl des Erzherzogs Leopold V. wurden Karl Ferdinand und Hans Jakob von Lidl zur Adelsbank der Stände zugelassen. 1706 erbte Jakob Lidl von Mayenburg, als Sohn der letzten Angehörigen der Herren von Breisach, das Lehen Schloss Katzenzungen. Das Geschlecht ist 1791 mit Franz Anton von Lidl und seinen in den geistlichen Stand getretenen Bruder im Mannesstamm erloschen. Neuer Eigentümer von Schloss Katzenzungen wurde Alois Graf von Sarnthein, der Katzenzungen als Mannlehen erhielt. 1795 gelangte das Schloss zur Versteigerung.

## Wappen
Vom Wappen sind mehrere Varianten überliefert (siehe Tiroler Wappen). In allen kommt ein schwarzer Bock in Gold (auf grünem Boden oder Dreiberg) vor. Wappen nach Siebmacher: geviertes Wappen, Feld 1 und 4 in Gold ein schwarzer Bock, 2 und 3 Rot und Silber viermal schräg; Helm mit goldener Krone, offener Flug, rechter Flügel gold-schwarz schräg, linker rot-silber schräg; Helmdecken: rechts gold-schwarz, links rot-silber.

## Genealogie (Auswahl)
1. Hans Lidl, erwähnt 1475, erhielt einen Wappenbrief; ⚭ NN
  1. Georg Lidl, Hauptmann, seit 1549 Reichsritter
  2. Bartholomä Lidl; ⚭ NN
    1. Jakob Philipp Lidl, Hauptmann, Stadt- und Landrichter, seit 1549 Reichsritter; ⚭ NN
      1. Susanna Christina Lidl, Obersthofmeisterin in Innsbruck; ⚭ NN Urschin
      2. Christoph Jakob Lidl, Feld- und Hauszeugmeister, seit 1586 Gerichtsherr von Stein, seit 1592 Herr von Mayenburg
      3. Hans Urban Lidl, Herr von Mayenburg und Tisens, Kämmerer und Landvogt; ⚭ 1587 Anna Maria von Fieger († 1633)
        1. Karl Ferdinand Lidl von Mayenburg (1589–1635); ⚭ Elisabeth Freiin Kurz von Senftenau und Thurn
          1. Johann Franz Jakob Lidl von Mayenburg; ⚭ Maria Magdalena von Breisach
            1. Jakob Lidl von Mayenburg, seit 1706 mit Katzenzungen belehnt